# Tức Mặc
Tức Mặc (tiếng Trung: 即墨区; bính âm: Jímò, Hán Việt: Tức Mặc khu) là một quận (trước đây là thành phố cấp huyện Tức Mặc (即墨市)) của thành phố phó tỉnh Thanh Đảo, tỉnh Sơn Đông, Cộng hòa Nhân dân Trung Hoa. Quận được thành lập ngày 30/10/2017. Tức Mặc có diện tích 1.780 km², dân số năm 2011 là 1.131.800 người, mã số bưu chính 266200, mã vùng điện thoại 0532. Quận này có 18 trấn, 4 nhai đạo sự biện xứ.

## Vị trí
Tức Mặc nằm ở tây nam bán đảo Giao Đông, tiếp giáp với Hoàng Hải ở phía đông và Lao Sơn ở phía nam. Tọa độ địa lý: 120°07′ — 121°23′ kinh đông và 36°18′ — 36°37′ vĩ bắc.

## Khí hậu
Tức Mặc có khí hậu gió mùa ôn đới. Nhiệt độ trung bình hàng năm khoảng 12 °C (54 °F) và lượng giáng thủy trung bình hàng năm khoảng 708 milimét (27,9 in).

## Lịch sử
Tức Mặc được thành lập vào thời Đông Chu. Vào thời kỳ đó nó là khu dân cư lớn thứ hai tại Sơn Đông. Trận Tức Mặc năm 279 TCN chủ yếu được nhắc tới là những mưu mẹo để kết thúc nó. Nước Tề khi đó đã mất 70 thành trì vào tay Yên. Khi một trong hai thành trì cuối cùng của Tề là Tức Mặc bị tấn công, Điền Đan (田单) khi đó là tướng giữ thành Tức Mặc của Tề đã dùng mưu lấy hơn 1.000 con trâu để buộc mũi nhọn ở đầu sừng, buộc lau vào đuôi đổ mỡ vào đấy rồi đốt những bó lau. Ông lại sai đục mấy mươi hang ở thành, ban đêm tung trâu ra, năm ngàn tráng sĩ tiếp theo sau. Đuôi trâu nóng, trâu nổi giận, xông vào quân Yên, quân Yên đang đêm cả sợ. Đuôi trâu bốc lửa, ánh sáng chói lòa. Quân Yên nhìn vào thì thấy toàn là vằn rồng, trâu húc vào ai thì người ấy đều bị thương và chết.
Điền Đan dẫn 5.000 quân theo đó xông vào đánh, trong thành lại đánh trống reo hò trợ lực, người già cả, yếu đuối đều đánh đồ đồng, tiếng vang động trời đất. Quân Yên hoảng sợ thua chạy. Quân Tề đuổi theo giết tướng Yên là Kỵ Kiếp, quân Yên chạy toán loạn, người Tề đuổi theo quân Yên. Quân Tề đi qua thành ấp nào thì thành ấy đều phản lại nước Yên mà trở về với Tề. Quân của Điền Đan mỗi ngày một nhiều, thừa thắng đuổi theo. Quân Yên ngày càng thua lớn, bỏ chạy. Cuối cùng, quân Yên rút về trên sông Hoàng Hà, hơn bảy mươi thành của Tề đều trở về nước Tề như cũ.
Di tích thành cổ Tức Mặc (即墨 故城 遗址, Jimo Gucheng yizhi, Tức Mặc cố thành di chỉ) nằm trong Danh sách Di sản Văn hóa Quốc gia tỉnh Sơn Đông.